# Grimpar montagnard
Lepidocolaptes lacrymiger
Espèce
Synonymes
- Dendrocolaptes lacrymiger Des Murs, 1849 (protonyme)

Statut de conservation UICN

 LC  : Préoccupation mineure
Le Grimpar montagnard (Lepidocolaptes lacrymiger) est une espèce d'oiseaux de la famille des Furnariidae.

## Répartition
Cette espèce vit dans le Nord-Ouest de l'Amérique du Sud, depuis le Venezuela jusqu'au centre de la Bolivie.

## Taxinomie
Selon le Congrès ornithologique international et Alan P. Peterson il existe neuf sous-espèces :
- Lepidocolaptes lacrymiger sanctaemartae (Chapman, 1912) ;
- Lepidocolaptes lacrymiger sneiderni Meyer de Schauensee, 1945 ;
- Lepidocolaptes lacrymiger lacrymiger (Des Murs, 1849) ;
- Lepidocolaptes lacrymiger lafresnayi (Cabanis & Heine, 1859) ;
- Lepidocolaptes lacrymiger aequatorialis (Ménégaux, 1912) ;
- Lepidocolaptes lacrymiger frigidus Meyer de Schauensee, 1951 ;
- Lepidocolaptes lacrymiger warscewiczi (Cabanis & Heine, 1859) ;
- Lepidocolaptes lacrymiger carabayae Hellmayr, 1920 ;
- Lepidocolaptes lacrymiger bolivianus (Chapman, 1919).